# Netscape Navigator
Ta članek opisuje izvirni brskalnik Netscape Navigator (različice 1.0 do 4.08). Za popoln seznam vseh Netscapovih brskalnikov glejte Netscape (spletni brskalniki).
Netscape Navigator je spletni brskalnik, ki so ga iz predhodnika Mosaica razvili pri podjetju Netscape. Navigator je bil najbolj znan izdelek podjetja v 1990. letih, ko je imel večinski tržni delež med brskalniki, proti koncu desetletja pa je njegova priljubljenost močno upadla zaradi pomanjkanja izboljšav in konkurenčnega Internet Explorerja, ki ga je Microsoft pričel prilagati operacijskemu sistemu Microsoft Windows.